# Carlos Laidlaw
Carlos Enrique Laidlaw (n. el 18 de noviembre de 1926, en la Ciudad de Buenos Aires falleció el 1 de agosto de 2025) fue un militar retirado, perteneciente al Ejército Argentino, que alcanzó la jerarquía de General de División. Durante 1978, se desempeñó como ministro de Planeamiento durante la presidencia de facto de Jorge Rafael Videla.

## Familia
Bisnieto de escoceses, Carlos Laidlaw nació el 18 de noviembre de 1926, sus padres fueron Manuel Enrique Laidlaw Navarro y Dora Famin Escary. Carlos es el mayor de los dos hijos del matrimonio. Su hermano menor se llamaba Jorge Raúl. El General de División Laidlaw estaba casado con Noemí Roldán. De este matrimonio nacieron cinco hijos: Patricia Alejandra, Carlos Enrique, Marcelo Alejandro, Mariano Walter y María Carolina.

## Carrera
Terminados sus estudios secundarios, Laidlaw decidió seguir la carrera militar. Ingresó al Colegio Militar de la Nación el 1 de febrero de 1943, del cual egresó el 14 de diciembre de 1945 como subteniente del arma de Ingenieros. Perteneciente a la Promoción 74, se graduó en el puesto 69 sobre 201 graduados. En esta camada egresaron también Luciano Benjamín Menéndez, Ramón Genaro Díaz Bessone, Santiago Omar Riveros, Leopoldo Fortunato Galtieri y Albano Eduardo Harguindeguy.
A lo largo de su carrera ascendió a teniente en 1947, a teniente primero en 1949 y a Capitán en 1952. Posteriormente accedió a la jerarquía de mayor en 1957 y teniente coronel en 1962. Al grado de coronel llegó en 1967 y cinco años después fue ascendido a general de brigada. Su último ascenso lo tuvo en 1976, al ser promovido a general de división.
Entre sus destinos de mayor relevancia se destacan su paso por la Escuela de Ingenieros, la Compañía de Zapadores de Montaña 5 y como profesor permanente de la Escuela Superior de Guerra. En los Estados Unidos hizo el curso de conducción de la Escuela de Comando y Estado Mayor.
Posteriormente ejerció la dirección de la Escuela Superior de Guerra entre 1973 y 1974. Durante 1975 se desempeñó como Jefe del Estado Mayor del I Cuerpo de Ejército. En diciembre de ese mismo año se lo designó Director Nacional de Gendarmería.

### Titular de la SIDE y ministro
El 9 de diciembre de 1976 es puesto al frente de la Secretaría de Inteligencia del Estado (SIDE), cargo que ejerció hasta que se lo designó como sustituto del General de División Ramón Genaro Díaz Bessone en el Ministerio de Planeamiento, en enero de 1978.
Renunció al cargo el 30 de octubre de 1978, a raíz de sus diferencias con la gestión de José Alfredo Martínez de Hoz, como así también los ministros Relaciones Exteriores y Culto, Oscar Antonio Montes; Bienestar Social y Salud, Julio Bardi; Justicia, Julio Arnaldo Gómez; y Defensa, José María Klix. El ministerio de Planeamiento fue suprimido. Todas las renuncias fueron aceptadas el día 6 de noviembre de 1978, según el decreto 2656/1978 del Poder Ejecutivo.
Carlos E. Laidlaw pasó a retiro efectivo el 20 de febrero de 1979.

### Embajador
Tras su fugaz paso en el Ministerio de Planeamiento, Laidlaw fue nombrado el 27 de mayo de 1980 como embajador extraordinario y plenipotenciario de Argentina en Paraguay. Fue confirmado en dicho cargo en 1981 y cesó en el mismo tras la asunción de Raúl Alfonsín como presidente constitucional, el 10 de diciembre de 1983.